# Чифчи, Ибрагим
Ибрагим Чифчи (туркм. İbrahim Çiftçi; род. 1 декабря 1997, Эрзурум) — турецкий борец вольного стиля, бронзовый призёр чемпионатов Европы 2023 и 2024 годов. Выступает в весовой категории до 97 кг.

## Биография
Родился в Эрзуруме. Борьбой занимается с 2007 года. 
В 2017 году на чемпионате мира среди юниоров, который проходил в финском Тампере, стал обладателем бронзовой медали в категории до 97 кг.
В 2019 году на европейском первенстве среди молодёжи, который состоялся в сербском Нови-Саде, стал победителем в категории до 97 кг.
На чемпионате Европы 2023 года в хорватском Загребе, в категории до 97 кг, Ибрагим Чифчи сумел завоевать бронзовую медаль - первую на взрослом первенстве.